# Rasiguères
Rasiguères (em catalão:  Rasigueres; em occitano:  Rasiguèras) é uma comuna francesa na região administrativa da Occitânia, no departamento dos Pirenéus Orientais. Estende-se por uma área de 13.72 km², e possui 151 habitantes, segundo o censo de 2018, com uma densidade de 11 hab/km².